# Bob Evans (cantante)
Bob Evans, pseudonimo di Kevin Edward Mitchell (Perth, 1º ottobre 1977), è un cantante australiano, membro dei Jebediah.

## Biografia
Bob Evans ha fatto il suo esordio da solista nel 2003 con l'album in studio Suburban Kid, il quale non ha raggiunto alcun esito commerciale. Riuscirà a riscuotere popolarità col disco successivo, intitolato Suburban Songbook e uscito nel giugno 2006, il primo a essere certificato oro dalla Australian Recording Industry Association, a essere premiato con un ARIA Music Award e a raggiungere la top twenty delle ARIA Charts. Anche i dischi Goodnight, Bull Creek! (2009), Familiar Stranger (2013) e Car Boot Sale (2016) sono entrati nella classifica LP australiana.

## Discografia

### Da solista

#### Album in studio
- 2003 – Suburban Kid
- 2006 – Suburban Songbook
- 2009 – Goodnight, Bull Creek!
- 2013 – Familiar Stranger
- 2016 – Car Boot Sale
- 2021 – Tomorrowland

#### EP
- 2006 – Stolen Songbook
- 2006 – Nowhere Without You
- 2009 – Someone So Much

#### Raccolte
- 2018 – Full Circle

#### Singoli
- 2006 – Don't You Think It's Time?
- 2009 – Pasha Bulker (Where Did I Go Wrong?)
- 2009 – Brother, O Brother
- 2009 – Hand Me Downs
- 2020 – Born Yesterday
- 2021 – Concrete Heart

### Jebediah
- 1997 – Slightly Odway
- 1999 – Of Someday Shambles
- 2002 – Slightly Odway
- 2004 – Braxton Hicks
- 2011 – Kosciuszko
- 2024 – Oiks